# Velika Trnovitica
 Velika Trnovitica  è un comune della Croazia di 1 661 abitanti della regione di Bjelovar e della Bilogora.